# Заречный Пешнигорт
Заречный Пешнигорт — деревня в Кудымкарском районе Пермского края. Входила в состав Степановского сельского поселения. Располагается на левом берегу реки Иньвы юго-западнее от города Кудымкара. Расстояние до районного центра составляет 8 км. По данным Всероссийской переписи населения 2010 года, в деревне проживало 68 человек (31 мужчина и 37 женщин).

## История
По данным на 1 июля 1963 года, в деревне проживало 87 человек. Населённый пункт входил в состав Пешнигортского сельсовета.